# Volta Limburg Classic 2014
La 41e édition de la Volta Limburg Classic a eu lieu le 5 avril 2014. La course fait partie du calendrier UCI Europe Tour 2014 en catégorie 1.1.

## Présentation

### Équipes
Classée en catégorie 1.1 de l'UCI Europe Tour, la Volta Limburg Classic est par conséquent ouverte aux UCI ProTeams dans la limite de 50 % des équipes participantes, aux équipes continentales professionnelles, aux équipes continentales et aux équipes nationales.

## Classement final
|    | Coureur             | Pays     | Équipe                       |    | Temps           |
| -- | ------------------- | -------- | ---------------------------- | -- | --------------- |
| 1  | Moreno Hofland      | Pays-Bas | Belkin                       | en | 4 h 46 min 41 s |
| 2  | Sonny Colbrelli     | Italie   | Bardiani CSF                 | +  | m.t             |
| 3  | Mauro Finetto       | Italie   | Neri Sottoli                 |    | m.t             |
| 4  | Daniele Colli       | Italie   | Neri Sottoli                 |    | m.t             |
| 5  | Magnus Cort Nielsen | Danemark | Cult Energy Vital Water      |    | m.t             |
| 6  | Michel Kreder       | Pays-Bas | Wanty-Groupe Gobert          |    | m.t             |
| 7  | Alessandro Bazzana  | Italie   | UnitedHealthcare             |    | m.t             |
| 8  | Kenny van Hummel    | Pays-Bas | Androni Giocattoli-Venezuela |    | m.t             |
| 9  | Maciej Paterski     | Pologne  | CCC Polsat Polkowice         |    | m.t             |
| 10 | Koen Bouwman        | Pays-Bas | Jo Piels                     |    | m.t             |

## Liste des participants
| Légende | Légende                                                                    | Légende | Légende                                                    |
| ------- | -------------------------------------------------------------------------- | ------- | ---------------------------------------------------------- |
| Num     | Dossard de départ porté par le coureur sur cette Volta Limburg Classic     | Pos     | Position à l'arrivée de la course                          |
|         | Indique un maillot de champion national ou mondial, suivi de sa spécialité | NP      | Indique un coureur qui n'a pas pris le départ de la course |
| AB      | Indique un coureur qui n'a pas terminé la course                           | HD      | Indique un coureur qui a terminé la course hors des délais |

| Belkin BEL | Belkin BEL               | Belkin BEL |
| ---------- | ------------------------ | ---------- |
| Num        | Coureur                  | Pos        |
| 1          | Marc Goos (NED)          |            |
| 2          | Moreno Hofland (NED)     |            |
| 3          | Martijn Keizer (NED)     |            |
| 4          | Wilco Kelderman (NED)    |            |
| 5          | Steven Kruijswijk (NED)  |            |
| 6          | Dennis van Winden (NED)  |            |
| 7          | Laurens ten Dam (NED)    |            |
| 8          | Nick van der Lijke (NED) |            |

| Giant-Shimano GIA | Giant-Shimano GIA     | Giant-Shimano GIA |
| ----------------- | --------------------- | ----------------- |
| Num               | Coureur               | Pos               |
| 11                | Jonas Ahlstrand (SWE) |                   |
| 12                | Lawson Craddock (USA) |                   |
| 13                | Thomas Damuseau (FRA) |                   |
| 14                | Chad Haga (USA)       |                   |
| 15                |                       |                   |
| 16                | Ji Cheng (CHN)        |                   |
| 17                | Loh Sea Keong (MAS)   |                   |
| 18                |                       |                   |

| Topsport Vlaanderen-Baloise TSV | Topsport Vlaanderen-Baloise TSV | Topsport Vlaanderen-Baloise TSV |
| ------------------------------- | ------------------------------- | ------------------------------- |
| Num                             | Coureur                         | Pos                             |
| 21                              | Sander Helven (BEL)             |                                 |
| 22                              | Pieter Jacobs (BEL)             |                                 |
| 23                              | Eliot Lietaer (BEL)             |                                 |
| 24                              | Thomas Sprengers (BEL)          |                                 |
| 25                              | Stijn Steels (BEL)              |                                 |
| 26                              | Arthur Vanoverberghe (BEL)      |                                 |
| 27                              | Pieter Vanspeybrouck (BEL)      |                                 |
| 28                              | Michael Van Staeyen (BEL)       |                                 |

| Wanty-Groupe Gobert WGG | Wanty-Groupe Gobert WGG | Wanty-Groupe Gobert WGG |
| ----------------------- | ----------------------- | ----------------------- |
| Num                     | Coureur                 | Pos                     |
| 31                      | Frederik Backaert (BEL) |                         |
| 32                      | Jérôme Baugnies (BEL)   |                         |
| 33                      |                         |                         |
| 34                      | Thomas Degand (BEL)     |                         |
| 35                      | Jérôme Gilbert (BEL)    |                         |
| 36                      | Roy Jans (BEL)          |                         |
| 37                      | Marco Minnaard (NED)    |                         |
| 38                      | Nico Sijmens (BEL)      |                         |

| Androni Giocattoli-Venezuela AND | Androni Giocattoli-Venezuela AND | Androni Giocattoli-Venezuela AND |
| -------------------------------- | -------------------------------- | -------------------------------- |
| Num                              | Coureur                          | Pos                              |
| 41                               | Omar Bertazzo (ITA)              |                                  |
| 42                               | Matteo Di Serafino (ITA)         |                                  |
| 43                               | Patrick Facchini (ITA)           |                                  |
| 44                               | Yonder Godoy (VEN)               |                                  |
| 45                               | Carlos José Ochoa (VEN)          |                                  |
| 46                               | Nicola Testi (ITA)               |                                  |
| 47                               | Kenny van Hummel (NED)           |                                  |
| 48                               | Andrea Zordan (ITA)              |                                  |

| Bardiani CSF BAR | Bardiani CSF BAR      | Bardiani CSF BAR |
| ---------------- | --------------------- | ---------------- |
| Num              | Coureur               | Pos              |
| 51               | Nicola Boem (ITA)     |                  |
| 52               | Marco Canola (ITA)    |                  |
| 53               | Sonny Colbrelli (ITA) |                  |
| 54               | Marco Coledan (ITA)   |                  |
| 55               | Paolo Colonna (ITA)   |                  |
| 56               | Filippo Fortin (ITA)  |                  |
| 57               | Nicola Ruffoni (ITA)  |                  |
| 58               |                       |                  |

| Neri Sottoli NRI | Neri Sottoli NRI        | Neri Sottoli NRI |
| ---------------- | ----------------------- | ---------------- |
| Num              | Coureur                 | Pos              |
| 61               | Rafael Andriato (BRA)   |                  |
| 62               | Francesco Chicchi (ITA) |                  |
| 63               | Andrea Dal Col (ITA)    |                  |
| 64               | Roberto De Patre (ITA)  |                  |
| 65               | Andrea Fedi (ITA)       |                  |
| 66               | Mauro Finetto (ITA)     |                  |
| 67               | Mattia Pozzo (ITA)      |                  |
| 68               | Mirko Tedeschi (ITA)    |                  |

| CCC Polsat Polkowice CCC | CCC Polsat Polkowice CCC | CCC Polsat Polkowice CCC |
| ------------------------ | ------------------------ | ------------------------ |
| Num                      | Coureur                  | Pos                      |
| 71                       | Adrian Honkisz (POL)     |                          |
| 72                       | Jarosław Marycz (POL)    |                          |
| 73                       | Łukasz Owsian (POL)      |                          |
| 74                       | Maciej Paterski (POL)    |                          |
| 75                       | Davide Rebellin (ITA)    |                          |
| 76                       | Marek Rutkiewicz (POL)   |                          |
| 77                       | Branislau Samoilau (BLR) |                          |
| 78                       | Mateusz Taciak (POL)     |                          |

| UnitedHealthcare UHC | UnitedHealthcare UHC     | UnitedHealthcare UHC |
| -------------------- | ------------------------ | -------------------- |
| Num                  | Coureur                  | Pos                  |
| 81                   | Alessandro Bazzana (ITA) |                      |
| 82                   | Jonathan Clarke (AUS)    |                      |
| 83                   | Benjamin Day (AUS)       |                      |
| 84                   | Marc de Maar (NED)       |                      |
| 85                   | Lucas Euser (USA)        |                      |
| 86                   | Davide Frattini (ITA)    |                      |
| 87                   | Martijn Maaskant (NED)   |                      |
| 88                   | Kiel Reijnen (USA)       |                      |

| Rietumu-Delfin RBD | Rietumu-Delfin RBD       | Rietumu-Delfin RBD |
| ------------------ | ------------------------ | ------------------ |
| Num                | Coureur                  | Pos                |
| 91                 | Armands Bēcis (LAT)      |                    |
| 92                 | Andžs Flaksis (LAT)      |                    |
| 93                 | Edgaras Kovaliovas (LTU) |                    |
| 94                 | Emīls Liepiņš (LAT)      |                    |
| 95                 | Krists Neilands (LAT)    |                    |
| 96                 | Siarhei Papok (BLR)      |                    |
| 97                 | Peeter Pruus (EST)       |                    |
| 98                 | Andris Smirnovs (LAT)    |                    |

| Vastgoedservice-Golden Palace Continental VGS | Vastgoedservice-Golden Palace Continental VGS | Vastgoedservice-Golden Palace Continental VGS |
| --------------------------------------------- | --------------------------------------------- | --------------------------------------------- |
| Num                                           | Coureur                                       | Pos                                           |
| 101                                           | Alexander Cools (BEL)                         |                                               |
| 102                                           | Sander Cordeel (BEL)                          |                                               |
| 103                                           | Kevin Hulsmans (BEL)                          |                                               |
| 104                                           | Sam Lennertz (BEL)                            |                                               |
| 105                                           | Kevin Peeters (BEL)                           |                                               |
| 106                                           | Rob Ruijgh (NED)                              |                                               |
| 107                                           | Alphonse Vermote (BEL)                        |                                               |
| 108                                           | Nick Wynants (BEL)                            |                                               |

| Cult Energy Vital Water CUL | Cult Energy Vital Water CUL | Cult Energy Vital Water CUL |
| --------------------------- | --------------------------- | --------------------------- |
| Num                         | Coureur                     | Pos                         |
| 111                         | Mads Pedersen (DEN)         |                             |
| 112                         | Emil Vinjebo (DEN)          |                             |
| 113                         | Magnus Cort Nielsen (DEN)   |                             |
| 114                         | Troels Vinther (DEN)        |                             |
| 115                         | Michael Reihs (DEN)         |                             |
| 116                         | Martin Mortensen (DEN)      |                             |
| 117                         | Lasse Bøchman (DEN)         |                             |
| 118                         | Mads Christensen (DEN)      |                             |

| Stölting STG | Stölting STG         | Stölting STG |
| ------------ | -------------------- | ------------ |
| Num          | Coureur              | Pos          |
| 121          | Felix Dehmel (GER)   |              |
| 122          | Markus Eichler (GER) |              |
| 123          | Tim Gebauer (GER)    |              |
| 124          | Thomas Koep (GER)    |              |
| 125          | Lucas Liss (GER)     |              |
| 126          | Jan Oelerich (GER)   |              |
| 127          | Nils Politt (GER)    |              |
| 128          | Luke Roberts (AUS)   |              |

| An Post-ChainReaction SKT | An Post-ChainReaction SKT | An Post-ChainReaction SKT |
| ------------------------- | ------------------------- | ------------------------- |
| Num                       | Coureur                   | Pos                       |
| 131                       | Shane Archbold (NZL)      |                           |
| 132                       | Marcus Christie (IRL)     |                           |
| 133                       | Owain Doull (GBR)         |                           |
| 134                       | Sean Downey (IRL)         |                           |
| 135                       | Kieran Frend (GBR)        |                           |
| 136                       | Aaron Gate (NZL)          |                           |
| 137                       | Robert-Jon McCarthy (AUS) |                           |
| 138                       | Glenn O'Shea (AUS)        |                           |

| De Rijke RIJ | De Rijke RIJ              | De Rijke RIJ |
| ------------ | ------------------------- | ------------ |
| Num          | Coureur                   | Pos          |
| 141          | Huub Duyn (NED)           |              |
| 142          | Ike Groen (NED)           |              |
| 143          | Kobus Hereijgers (NED)    |              |
| 144          | Sjoerd Kouwenhoven (NED)  |              |
| 145          | Christoph Pfingsten (GER) |              |
| 146          | Simon Schram (NED)        |              |
| 147          | Ronan van Zandbeek (NED)  |              |
| 148          | Dion Beukeboom (NED)      |              |

| Jo Piels CJP | Jo Piels CJP             | Jo Piels CJP |
| ------------ | ------------------------ | ------------ |
| Num          | Coureur                  | Pos          |
| 151          | Maurits Lammertink (NED) |              |
| 152          | Koen Bouwman (NED)       |              |
| 153          | Jochem Hoekstra (NED)    |              |
| 154          | Berden de Vries (NED)    |              |
| 155          | Jasper Hamelink (NED)    |              |
| 156          | Stefan Poutsma (NED)     |              |
| 157          | Sjors Roosen (NED)       |              |
| 158          | Tom Vermeer (NED)        |              |

| Koga KOG | Koga KOG                | Koga KOG |
| -------- | ----------------------- | -------- |
| Num      | Coureur                 | Pos      |
| 161      | Jasper Bovenhuis (NED)  |          |
| 162      | Twan Castelijns (NED)   |          |
| 163      | Robin Chaigneau (NED)   |          |
| 164      | Robbert De Greef (NED)  |          |
| 165      | René Hooghiemster (NED) |          |
| 166      | Jim van den Berg (NED)  |          |
| 167      | Arno van der Zwet (NED) |          |
| 168      |                         |          |

| Metec-TKH Continental MET | Metec-TKH Continental MET | Metec-TKH Continental MET |
| ------------------------- | ------------------------- | ------------------------- |
| Num                       | Coureur                   | Pos                       |
| 171                       | Johim Ariesen (NED)       |                           |
| 172                       | Jesper Asselman (NED)     |                           |
| 173                       | Dennis Bakker (NED)       |                           |
| 174                       | Bram de Kort (NED)        |                           |
| 175                       | Jarno Gmelich (NED)       |                           |
| 176                       | Dries Hollanders (NED)    |                           |
| 177                       | Oscar Riesebeek (NED)     |                           |
| 178                       | Jelle Wolsink (NED)       |                           |

| Parkhotel Valkenburg PVC | Parkhotel Valkenburg PVC | Parkhotel Valkenburg PVC |
| ------------------------ | ------------------------ | ------------------------ |
| Num                      | Coureur                  | Pos                      |
| 181                      | Joris Blokker (NED)      |                          |
| 182                      | Joris de Boer (NED)      |                          |
| 183                      | Gert-Jan Bosman (NED)    |                          |
| 184                      | Brian Bulgaç (NED)       |                          |
| 185                      | Marco Hoekstra (NED)     |                          |
| 186                      | Bram Nolten (NED)        |                          |
| 187                      | Jasper Ockeloen (NED)    |                          |
| 188                      | Marco Zanotti (ITA)      |                          |

| Rabobank Development RDT | Rabobank Development RDT | Rabobank Development RDT |
| ------------------------ | ------------------------ | ------------------------ |
| Num                      | Coureur                  | Pos                      |
| 191                      | Floris Gerts (NED)       |                          |
| 192                      | Piotr Havik (NED)        |                          |
| 193                      | Lennard Hofstede (NED)   |                          |
| 194                      | Bert-Jan Lindeman (NED)  |                          |
| 195                      | Jeroen Meijers (NED)     |                          |
| 196                      | Sam Oomen (NED)          |                          |
| 197                      | Martijn Tusveld (NED)    |                          |
| 198                      | Emiel Dolfsma (NED)      |                          |

| Veranclassic-Doltcini VER | Veranclassic-Doltcini VER | Veranclassic-Doltcini VER |
| ------------------------- | ------------------------- | ------------------------- |
| Num                       | Coureur                   | Pos                       |
| 201                       | Giorgio Brambilla (ITA)   |                           |
| 202                       | Darijus Džervus (LTU)     |                           |
| 203                       | Gorik Gardeyn (BEL)       |                           |
| 204                       | Tom Goovaerts (BEL)       |                           |
| 205                       | Wouter Mol (NED)          |                           |
| 206                       | Rick Ottema (NED)         |                           |
| 207                       | Sébastien Rosseler (BEL)  |                           |
| 208                       | Sascha Weber (GER)        |                           |

| Verandas Willems WIL | Verandas Willems WIL    | Verandas Willems WIL |
| -------------------- | ----------------------- | -------------------- |
| Num                  | Coureur                 | Pos                  |
| 211                  | Gaëtan Bille (BEL)      |                      |
| 212                  | Jérémy Burton (BEL)     |                      |
| 213                  | Walt De Winter (BEL)    |                      |
| 214                  | Olivier Pardini (BEL)   |                      |
| 215                  | Floris Smeyers (BEL)    |                      |
| 216                  | Niels Vandyck (BEL)     |                      |
| 217                  | Nicolas Vereecken (BEL) |                      |
| 218                  | Willem Wauters (BEL)    |                      |

| MTN-Qhubeka MTN | MTN-Qhubeka MTN          | MTN-Qhubeka MTN |
| --------------- | ------------------------ | --------------- |
| Num             | Coureur                  | Pos             |
| 221             | Bradley Potgieter (RSA)  |                 |
| 222             | Fregalsi Debesay (ERI)   |                 |
| 223             | Johann van Zyl (RSA)     |                 |
| 224             | Martin Wesemann (RSA)    |                 |
| 225             | Songezo Jim (RSA)        |                 |
| 226             | Dennis van Niekerk (RSA) |                 |
| 227             |                          |                 |
| 228             |                          |                 |

| Équipe nationale des Pays-Bas NED | Équipe nationale des Pays-Bas NED | Équipe nationale des Pays-Bas NED |
| --------------------------------- | --------------------------------- | --------------------------------- |
| Num                               | Coureur                           | Pos                               |
| 231                               | Pim Erren (NED)                   |                                   |
| 232                               | Davy Gunst (NED)                  |                                   |
| 233                               | Dick Janssen (NED)                |                                   |
| 234                               | Yannick Janssen (NED)             |                                   |
| 235                               | Tim Kerkhof (NED)                 |                                   |
| 236                               | Luc Loozen (NED)                  |                                   |
| 237                               | Bob Schoonbroodt (NED)            |                                   |
| 238                               | Wayne Stijns (NED)                |                                   |

| Équipe nationale des États-Unis USA | Équipe nationale des États-Unis USA | Équipe nationale des États-Unis USA |
| ----------------------------------- | ----------------------------------- | ----------------------------------- |
| Num                                 | Coureur                             | Pos                                 |
| 241                                 | Robin Carpenter (USA)               |                                     |
| 242                                 | Gregory Daniel (USA)                |                                     |
| 243                                 | Alex Darville (USA)                 |                                     |
| 244                                 | Ryan Eastman (USA)                  |                                     |
| 245                                 | Yannick Eckmann (USA)               |                                     |
| 246                                 | Eamon Lucas (USA)                   |                                     |
| 247                                 | Colin Joyce (USA)                   |                                     |
| 248                                 | Tanner Putt (USA)                   |                                     |